# جواو باولو أندراد
جواو باولو أندراد (بالبرتغالية: João Paulo Andrade‏) (مواليد 6 يونيو 1981 في ليريا - البرتغال) لاعب كرة قدم برتغالي يلعب حاليا لصالح نادي الدرجة الأولى لومان الفرنسي منذ 2009 في مركز قلب الدفاع .

## روابط خارجية
- جواو باولو أندراد على موقع الاتحاد الدولي (مؤرشف)  (الإنجليزية)
- جواو باولو أندراد على موقع قاعدة بيانات كرة القدم.إي يو (الإنجليزية)
- جواو باولو أندراد على موقع Soccerway.com (الإنجليزية)
- جواو باولو أندراد على موقع عالم كرة القدم.نت (الإنجليزية)
- جواو باولو أندراد على موقع أوليمبيديا (الإنجليزية)
- جواو باولو أندراد على موقع AS.com (الإسبانية)